# Maner
Maner oder Maner Sharif (früher auch Manyar) ist eine Kleinstadt mit rund 45.000 Einwohnern und Hauptort eines Sub-Distrikts im Zentrum des nordindischen Bundesstaats Bihar, der ca. 290.000 Einwohner zählt.

## Lage
Der Gemeindebezirk (Nagar Panchayat) von Maner liegt auf dem Südufer des Ganges, nahe der Einmündung des Son, in einer Höhe von ca. 54 m; die Stadt Patna ist ca. 30 km (Fahrtstrecke) in östlicher Richtung entfernt. Das Klima ist warm bis heiß; Regen (ca. 1100–1200 mm) fällt nahezu ausschließlich in den sommerlichen Monsunmonaten Juni bis September.

## Bevölkerung
| Jahr      | 1991   | 2001   | 2011   |
| Einwohner | 24.343 | 30.082 | 40.068 |

Ungefähr 89,5 % der mehrheitlich Magadhi und Hindi sprechenden Bevölkerung sind Hindus, knapp 9,5 % sind Moslems; andere Religionen wie Sikhs, Buddhisten, Jains und Christen spielen unter der Landbevölkerung Indiens kaum eine Rolle. Der männliche Bevölkerungsanteil liegt ungefähr 11 % über dem weiblichen.

## Wirtschaft
Das Umland von Maner ist äußerst fruchtbar (Reis, Getreide, Zuckerrohr, Sesam). Dennoch arbeiten viele der ortsansässigen Männer auch in der nahegelegenen Stadt Patna.

## Geschichte
Die ehemalige Landgemeinde Maner teilt im Großen und Ganzen die Geschichte von Patna; derzeit befindet sie sich im Übergang zu städtischen Strukturen. Im 16. und frühen 17. Jahrhundert befand sich hier ein Zentrum des Sufismus, welches sogar vom Großmogul Jahangir (reg. 1605–1627) besucht wurde; heute wird die Stätte von Moslems und Hindus gleichermaßen verehrt.

## Sehenswürdigkeiten

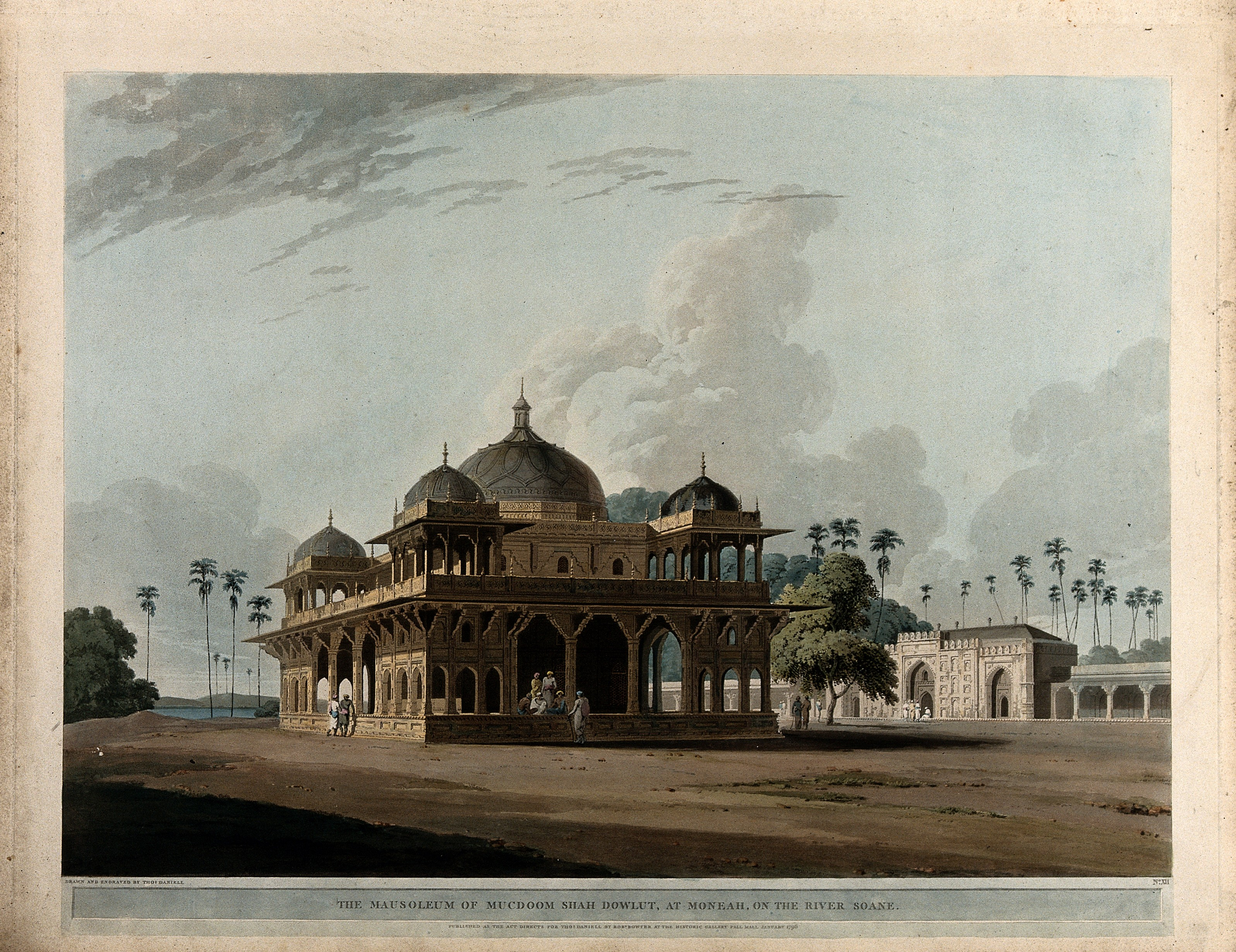
Mausoleum (um 1790)

- Hauptsehenswürdigkeit ist das, im Jahr 1616 vollendete und auch als Bari Dargah („großer Schrein“) bezeichnete, zweigeschossige Kuppel-Grabmal für den Sufi-Heiligen Makhdoom Yahya Maneri. Während die Architektur des Grabmals im Ganzen gleichermaßen imposant und dennoch leicht wirkt, wurde auf schmückende Details nur wenig Wert gelegt. Auf der Nordseite des Mausoleums befindet sich ein ummauerter Teich.
- In unmittelbarer Nähe befindet sich das Choti Dargah („kleiner Schrein“) genannte Grab von Makhdoom Shah Daulat, des bedeutendsten Schülers.
- Die Gräber auf dem davor befindlichen Friedhof sind mit bunten Tüchern abgedeckt; auch hier liegen Schüler des Sufi-Meisters begraben.
- Ibrahim Khan, der damalige Gouverneur (subahdar) von Bihar, erbaute nur wenige Jahre später auch eine Moschee im Ortskern. Er selbst erhielt nur ein einfaches Grab auf dem Friedhof.